# Rhinecliff
Rhinecliff ist ein Weiler und census-designated place (CDP) am Hudson River in der Town of Rhinebeck im nördlichen Dutchess County im US-Bundesstaat New York.
Zum Zeitpunkt des United States Census 2010 lebten in Rhinecliff 425 Einwohner.

## Geographie
Rhinecliff liegt im Westen der Town of Rhinebeck, anderthalb Kilometer westlich von Village of Rhinebeck, direkt gegenüber der Mündung des Rondout Creek in der City of Kingston auf der anderen Seite des Hudson River. Mit der Stadt ist Rhinecliff verbunden über die Kingston–Rhinecliff Bridge (New York State Route 199), knapp sieben Kilometer nördlich von Rhinecliff. Nach den Angaben des United States Census Bureau hat der Census-designated place eine Gesamtfläche von 2,61 km2, wovon 2,58 km2 auf Land und 0,04 km2 (oder 1,37 %) auf Gewässer entfallen.
Der Weiler ist im Norden, Osten und Süden umgeben von Feldern, Wiesen und Wäldern; im Westen liegt der Hudson River. Die Topographie mit tief eingeschnittenen Rinnen und Tälern legte die Lage der engen, gewundenen Straßen und die Ausrichtung der kleinen Häuser aus dem 19. Jahrhundert.

## Geschichte
Rhinecliff wurde 1686 von fünf Niederländern unter dem Namen Kipsbergen gegründet, darunter Hendrikus und Jacobus Kip aus Kingston; 1849 erhielt der Ort unter dem Einfluss der Hudson River School den malerischeren Namen Rhinecliff, dem ursprünglichen Namen des Jones-Schermerhorn-Landsitzes, heute bekannt als Wyndcliffe.
Rhinecliff ist eine der ältesten intakten Siedlungen am Hudson River und wurde in das National Register of Historic Places als beitragend zum Hudson River National Historic Landmark District aufgenommen. Mit einer Länge von rund 30 km ist dieser historische Distrikt die größte National Historic Landmark (NHL) des Landes.

## Rhinecliff in der Kultur
Nach den Angaben von Louis Auchincloss, dem Biographen von Edith Wharton, war diese in ihrer Kindheit regelmäßig in Rhinecliff. Sie beschrieb später Wyndcliffe in Hudson River Bracketed als „The Willows“. In ihrer Autobiographie A Backward Glance (erschienen 1933) schrieb Wharton über Wyndcliffe und ihre Tante:

“…But no memories of those years survive, save those I have mentioned, and one other, a good deal dimmer, of going to stay one summer with my Aunt Elizabeth, my father’s unmarried sister, who had a house at Rhinebeck-on-the-Hudson. … I can still remember hating everything at Rhinecliff, which, as I saw, on rediscovering it some years later, was an expensive but dour specimen of Hudson River Gothic; and from the first I was obscurely conscious of a queer resemblance between the granite exterior of Aunt Elizabeth and her grimly comfortable home, between her battlemented caps and the turrets of Rhinecliff…”

„…Aber aus diesen Jahren sind keine Erinnerungen erhalten, außer den von mir genannten, und eine andere, ein gutes Stück verschwommener, an einen Aufenthalt während eines Sommers bei meiner Tante Elizabeth, der unverheirateten Schwester meines Vaters, die ein Haus in Rhinebeck-on-the-Hudson hatte. … Ich kann mich noch erinnern, dass ich alles an Rhinecliff hasste, welches, wie ich feststellte, als ich es einige Jahre später wiederentdeckte, ein teures aber verdrießliches Beispiel der Hudson-River-Gothik war; und gleich von Beginn an war mir dunkel eine eigentümliche Ähnlichkeit bewusst zwischen dem granitenen Äußeren von Tante Elizabeth und ihrem trostlos komfortablen Haus, zwischen ihren bezinnten Hauben und den Türmchen von Rhinecliff…“

## Persönlichkeiten
Zu bekannten Bewohnern zählen oder zählten Levi P. Morton, Vincent Astor, Natalie Merchant und Annie Leibovitz.